# Étienne-Hyacinthe de Ratte
Pour les articles homonymes, voir Ratte (homonymie).
Étienne-Hyacinthe de Ratte, né en 1722 à Montpellier où il est mort en 1805, astronome et mathématicien français.

## Biographie
De Ratte fit quelques vers dans sa jeunesse, mais il abandonna bientôt un genre peu conforme à ses goûts naturels pour se livrer avec ardeur à l’étude des mathématiques. À vingt et un ans, il était secrétaire de l’Académie de Montpellier.
En 1743, il présenta des Recherches sur la pesanteur dans un milieu, composé de petits tourbillons. Il publia ensuite successivement plusieurs autres écrits :
- Sur les pressions qui naissent du poids des parties supérieures d’un fluide en repos sur les inférieures et sur les pressions latérales des fluides dans des vases de différentes figures ;
- Sur l’accroissement subit de la tige d’une espèce d’aloès, agave americana de Linné.

De Ratte fut aussi un des collaborateurs de l’Encyclopédie, à laquelle il a fourni plusieurs articles de physique tels que « froid », « glace », « gelée », etc.
Mais de Ratte, dont l’esprit se pliait à tous les genres d’études, s’adonna surtout à l’astronomie, science qu’il dota d’un grand nombre d’observations, parmi lesquelles on ne citera que celles de la comète de 1757 et du passage de Vénus devant le disque du Soleil en 1761.
Dans les dernières années de sa vie, il écrivit l’Histoire de l’Académie royale de Montpellier depuis son origine jusqu’aux événements de 1789 (2 vol. in-8°) et il joignit à cette histoire les Éloges de plusieurs académiciens.

## Sources
- Ferdinand Hoefer, Nouvelle biographie générale, t. 41, Paris, Firmin-Didot, 1862, p. 697-9 .
- Pierre Larousse, Grand Dictionnaire universel du XIXe siècle, vol. 13, Paris, Administration du grand Dictionnaire universel, p. 730.